# Todd Pletcher
Todd Pletcher, född 26 juni 1967 i Dallas i Texas, är en amerikansk galopptränare. Han har fått utmärkelsen Eclipse Award för Årets tränare sju gånger, fyra av dessa i rad. Han har segrat i Kentucky Derby med Super Saver (2010) och Always Dreaming (2017), samt Belmont Stakes med Rags to Riches (2007), Palace Malice (2013) och Tapwrit (2017). Han tränade också Malathaat som vann Kentucky Oaks 2021.

## Karriär
Pletcher började arbeta för sin far, Jake, som hot walker vid sju års ålder. Under högstadiets sommarlov åkte han till Kalifornien, där han arbetade som hot walker för Henry Moreno vid Hollywood Park och Del Mar Racetrack.
Han tog examen från James Madison High School i San Antonio, Texas 1985 och började på University of Arizona i deras Race Track Industry Program hösten samma år. Mellan första och andra året på college år arbetade han som hästskötare hos D. Wayne Lukas på Arlington Park nära Chicago. Han har även arbetat som hästskötare hos Charlie Whittingham vid Hollywood Park.
Han tog examen från college i maj 1989 och reste till New York direkt efter examen för att arbeta för Lukas som arbetsledare. 1991 befordrades han till assisterande tränare hos Lukas, och var då verksam i både New York och Florida. Pletcher var Lukas östkustassistent fram till hösten 1995 där han hjälpte till att träna hästar som Thunder Gulch, Harlan, Serena's Song, A Wild Ride och Flanders. 

### Egen tränarrörelse
Pletcher tog ut sin tränarlicens i december 1995 och tog sin första tränarseger med Majestic Number i februari 1996 på Gulfstream Park i Florida. 2004 fick han sitt stora genombrott då han tränade treåriga stoet Ashado till seger i Kentucky Oaks på Churchill Downs i Louisville. Senare samma år segrade Ashado även i Breeders' Cup Distaff. Ashado fick även utmärkelserna Eclipse Awards for Outstanding Three-Year-Old of the year 2004 och Best Older Female 2005. Hennes stallkamrat, Speightstown, gav Pletcher en andra Breeders' Cup-seger 2004 i sprintlöpet samt en andra Eclipse Award, då han utsågs till Outstanding Sprint Horse samma år.
2005 satte Pletcher ett resultatrekord för en enda säsong med intäkter på totalt 20 867 842 dollar, med segrar i tio grupp 1-löp, inklusive Travers Stakes på Saratoga med Flower Alley och Blue Grass Stakes på Keeneland Race Course med Bandini.

### Segrar i Triple Crown-löp
I Belmont Stakes 2007 tog Pletcher sin första seger i ett Triple Crown-löp när Rags to Riches blev det första stoet att segra i löpet sedan 1905.
Pletcher segrade i sitt första Kentucky Derby den 1 maj 2010 med Super Saver och jockeyn Calvin Borel.
2013 segrade Pletcher för första gången i Belmont Stakes med Palace Malice, riden av Mike Smith.
2017 vann han Kentucky Derby för andra gången med Always Dreaming.

## Privatliv
Pletcher och hans fru, Tracy, bor i Garden City, Long Island, New York. De har tre barn, Payton, Kyle och Hannah.